# Lizerius acunae
Lizerius acunae är en insektsart. Lizerius acunae ingår i släktet Lizerius och familjen långrörsbladlöss. Inga underarter finns listade i Catalogue of Life.